# Oslac de York
Oslac de York es considerado el primer ealdorman (o conde) de York y sus territorios dependientes. Estos incluían, pero no se limitaban, a la mitad sur del Reino de Northumbria. Apenas se han esclarecido sus orígenes debido a la poca documentación que ha llegado hasta nuestros días. Las investigaciones más recientes han provocado desacuerdos entre los historiadores sobre su pasado familiar y su etnia.
Se cree que llegó a la posición de ealdorman de York en el año 966, manteniéndose en ella hasta el 975, año de su caída. Pudo tratarse del primer ealdorman del sur que se oponía a una Norteumbría unida, aunque una tradición alternativa sitúa la división de Norteumbría en dos condados después de su muerte. Poco se conoce de su trayectoria en esta posición, excepto por una leyenda que cuenta que escoltó al rey Kenneth II de Escocia a la corte real inglesa, y que fue expulsado de Inglaterra en 975. No hay testimonios sobre su vida después de esto. Tuvo un hijo conocido, pero no está claro si lo llegó a suceder alguna vez.

## Orígenes

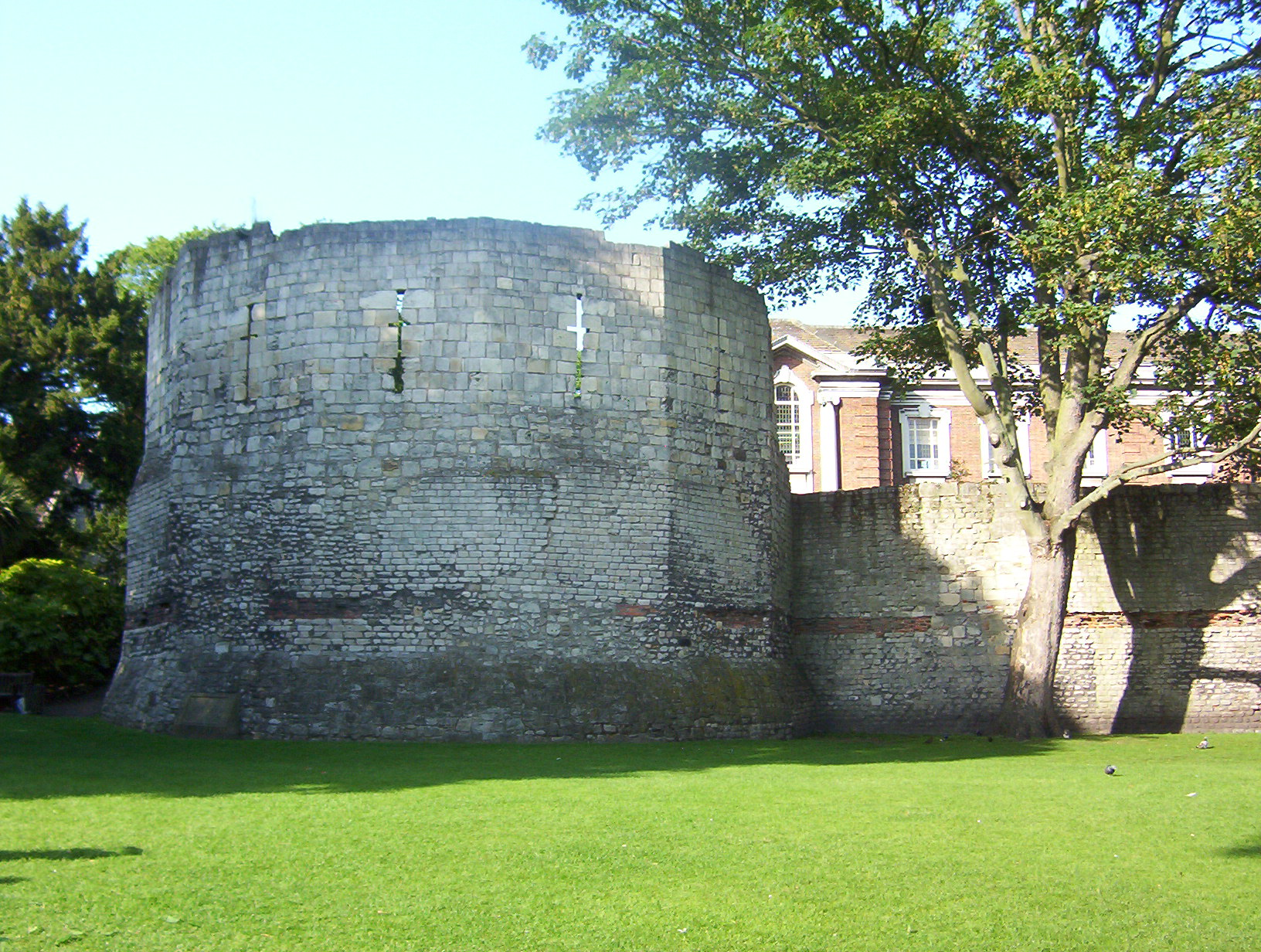
Fortificaciones romanas que sobrevivieron del York medieval.

Los orígenes de Oslac no están claros y de las fuentes disponibles no se puede establecer relación específica alguna con ninguna figura conocida anterior. El nombre de Oslac sugiere a algunos historiadores que era escandinavo. Susan Whitelock afirma que el nombre Oslac es a menudo un anglicanismo del antiguo nombre escandinavo Áslákr, mientras que los autores de la entrada de Oslac en el Biographical Dictionary of Dark Age Britain comentan que el nombre sugiere un origen en el Danelaw, una sugerencia apoyada por el hecho de que Thored, el hijo de Oslac, tuvo tierras en Cambridgeshire.
Por otra parte, Oslac es también un nombre genuinamente inglés, y el elemento común «Os-», que el nombre de Oslac compartía con el nombre de Osulf de Bamburgh, anterior ealdorman de York, apunta una conexión con la familia Bamburgh del lejano norte de Inglaterra.

## Ascenso
La Crónica anglosajona señala que en el año 966 Thored, hijo de Gunnar, asaltó Westmorland y que Oslac «tomó el condado». Algunos historiadores deducen que el significado de este hecho fue que Oslac se convirtió en «el ealdorman mayor de toda Norteumbría, incluyendo el territorio de los high-reeves de Bamburgh".
Hay registros que atestiguan la existencia de correspondencia de Oslac desde 963, por lo que bien podría haber sido ealdorman en aquella época, lo que hubiera implicado la muerte o deposición de su predecesor, Osulf. Algunas de estas cartas resultan problemáticas como fuentes documentales, habiendo sido recogidas solo en los cartularios tardíos; existe por tanto la posibilidad de que haya habido una interferencia en su transmisión. Además hay un documento en el que, como testigo, deja constancia de la firma del dux Thored, y en él figura Oslac como mero noble (thegn), por lo que es deducible que en esa fecha no había accedido aún a la prefectura.

## División de Norteumbría
De primo Saxonum adventu, una compilación del siglo XI o XII de fuentes anteriores, muestra que tras la muerte de Osulf Norteumbría se dividió en dos partes: Eadulf recibió las tierras entre el fiordo de Forth y el río Tees, y Oslac obtuvo las tierras entre el Humber y el Tees.
De acuerdo con John de Wallingford, el rey Eduardo hizo esta división durante un consejo en York, en aras de prevenir que toda la zona se convirtiera en la herencia de un solo hombre. El Historia Regum recoge que esta división no se produjo en la época de Oslac, sino con Osulf, y que la línea divisoria fue el río Tyne en lugar del Tees; esta versión fue considerada apócrifa por el historiador Dorothy Whitelock.

## Trayectoria

El rey Edgar el Pacífico, señor y patrón de Oslac.

Oslac solía servir como testigo en las cartas del rey Edgar el Pacífico, lo que indica que Oslac disfrutaba de una posición de confianza en la corte. De primo Saxonum adventu refleja que Oslac, junto con Eadulf de Bamburgh y Ælfsige (obispo de St Cuthbert), escoltaron al rey escocés Kenneth II de Escocia a Wessex, en donde se hallaba Edgar. 

«Los dos condes [Oslac y Eadwulf], junto con Ælfsige, que era obispo de St Cuthbert [968—90], condujeron a Cinaed [Kenneth II] ante el rey Edgar. Cuando le hubo rendido pleitesía, el rey Edgar le dio Lothian; y con grandes honores lo sentó tras de sí.»

 De haber sucedido realmente, este hecho debió tener lugar entre los años 968 y 975; esto es entre que Ælfsige se convirtió en obispo y la muerte de Edgar. Richard Fletcher lo fechó en el año 973.
El historiador Geoffrey Barrow ve esto como el comienzo del dominio escocés sobre las tierras entre el río Tweed y el fiordo de Forth (delimitando «Lothian» de esta manera), aunque otro historiador, Alex Woolf, ha sugerido que la parte referente a Lothian pudo haber sido fabricada posteriormente para legitimar la pretensión de los reyes escoceses sobre las tierras de Lothian.

## Caída y legado
En el año 975, no mucho después de la muerte del rey Edgar, Oslac fue desterrado de Inglaterra. La Crónica anglosajona no da motivo alguno sobre su expulsión. La versión C de la Crónica anglosajona describe el evento como sigue: 

«El resuelto Oslac fue expulsado del país, de las violentas olas, el baño del alcatraz, el tumulto de las aguas, la patria de la ballena; un hombre canoso, sabio y habilidoso en la palabra fue privado de su tierra.»

 El historiador Richard Fletcher apunta a que la caída de Oslac pudo haber sido resultado de su oposición a la sucesión de Eduardo el Mártir. En la Historia Eliensis se dice que Oslac tuvo un hijo llamado Thorth, o sea, Thored. Su sucesor fue precisamente un hombre llamado Thored, pero no está claro si fue el hijo de Oslac o Thored el hijo de Gunner; la historiografía tiende a favorecer la idea de que le sucedió el hijo de este último. La Gesta Herwardi nos cuenta que su tataranieta, Aedeva (Edith), fue la madre de Hereward.